# ريتشارد شاندلير
ريتشارد شاندلير (بالإنجليزية: Richard Chandler)‏ هو رائد أعمال نيوزلندي، ولد في 1961 في نيوزيلندا.